# Tyrone (contea di Blair)
Tyrone è una township degli Stati Uniti d'America, nella contea di Blair nello Stato della Pennsylvania. Secondo il censimento del 2000 la popolazione è di 1.800 abitanti.

## Società

### Evoluzione demografica
La composizione etnica vede una maggioranza di quella bianca (99,61%), seguita dagli asiatici (0,22%) dati del 2000.
| township di Tyrone Popolazione |       |
| 2000                           | 1.800 |
| Stima al 2009                  | 1.796 |